# 김하섭 (1937년)
김하섭(金河燮, 1937년 11월 3일~) 은 대한민국의 사법부 이사관, 외래 강사, 법무사무소 대표이다. 호는 曉山, 본관은  益和(김녕김씨 익화군파)

## 생애
김하섭 법무사는 전남 고흥읍 호동리 비아에서 태어났으며 전남대 법과대학을 마치고, 1965년에 국민의 공복됨을 천직으로 생각하며 법원공무원이 되었다. 33년간 헌신하다가 1997년 이사관으로 퇴임하였다.  조선개국 1등공신 益和군 김인찬 공의 16세 손으로 弘益和合 정신을 가르친 嚴父 金采桓 공과 慈母 尹模芳 여사의 장남으로 태어났다. 공복으로서 투철한 사명감과, 해박한 전문지식, 치밀한 기획력, 탁월한 추진력으로 동료 공직자들로부터 존경받고, 신뢰받는 선진 공직사상을 구현함으로써 대통령 표창과 근정포장을 받았다. 청소년 시절부터 가문의 홍익화합 정신, 즉 仁義禮智信 을 실천하여 많은 친인척 들의 상담, 코칭, 취업을 도와 주었다. 김녕김씨 광주시 종친회장, 중앙종친회 부회장을 역임하였고, 익화김씨대종회 고문으로 가문의 후예들과 겨레들의 '홍익화합으로 행복하자' 운동에 애쓰고 있다.

## 학력
1949 고흥서초등학교 졸업
1952 고흥중학교 졸업
1955 광주공업고등학교 졸업
1959 전남대학교 법과대학 졸업

## 경력
1965 법원공무원 서기 임용
마산 지방법원 등기과장(서기관)
광주지방법원 총무과장
서울남부지방법원 사무국장(부이사관)
1995 광주지방법원 사무국장.
1997 이사관 진급. 명예퇴임

## 저서
유형별 소정 서식집
부동산 등기 실무(공무원 교재)

## 상훈
근정포장
대통령 표창
국제CC 연맹 MCC(正士)

## 참고자료
한국민족사 발간회 2006. 6. 27
주요기관장 요람 1996. 6. 5